# Cerapterus immaculatus
Cerapterus immaculatus is een keversoort uit de familie van de loopkevers (Carabidae). De wetenschappelijke naam van de soort is voor het eerst geldig gepubliceerd in 1975 door Luna de Carvalho.